# Bingoal Stadion
Il Bingoal Stadion è un impianto calcistico situato a L'Aia nel quartiere Forepark. È lo stadio di proprietà dell'ADO Den Haag, ha una capienza di 15 000 spettatori e ospita le partite casalinghe della squadra maschile e della femminile.
Costruito tra il 2005 e il 2007, è stato chiamato inizialmente col nome ADO Den Haag Stadion e successivamente ridenominato Kyocera Stadion' prima e Cars Jeans Stadion poi per via della cessione dei diritti di denominazione a partner commerciali. Dal 2022 prende il nome dall'compagnia di scommesse belga Bingoal.

## Storia

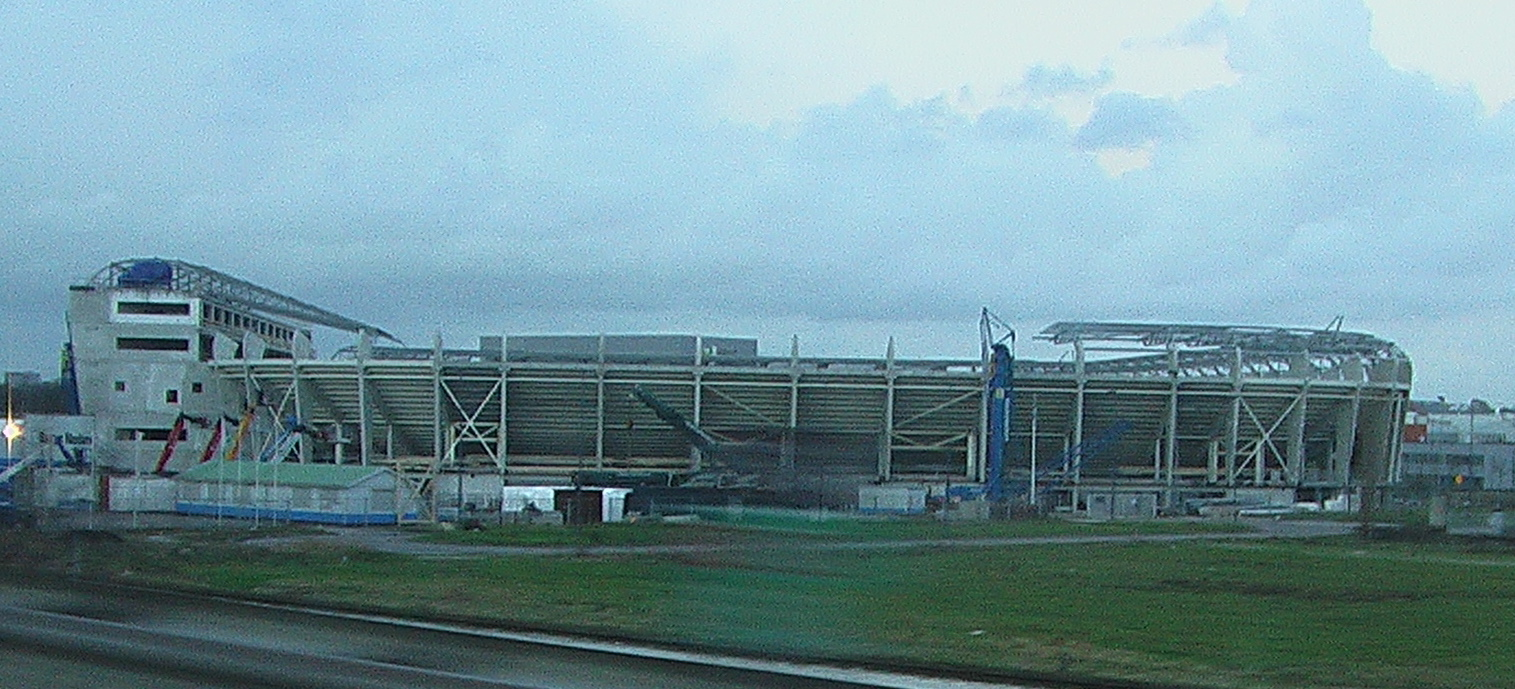
Istantanea dello stadio in costruzione nel dicembre 2006

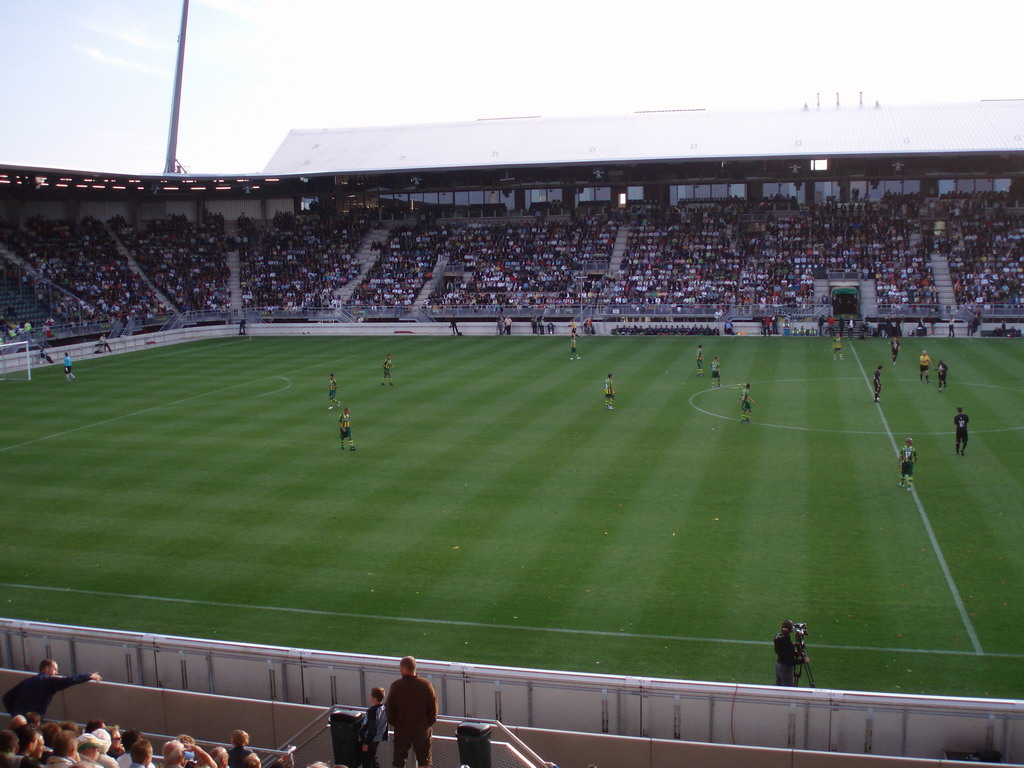
Partita inaugurale dell'impianto nell'estate 2007 tra l' e una selezione dell'Haaglanden

Nel 2000 la Fondazione Voor de Stad Voor de Club (in lingua olandese: Per la Città, per il Club" iniziò a svolgere con un capitale iniziale assegnato di 2,2 milioni di euro (all'epoca 5 milioni di fiorini un lavoro preparatorio coinvolgendo la comunità imprenditoriale per la rivitalizzazione dell'ADO Den Haag, la principale società calcistica de L'Aja e contemporaneamente anche l'amministrazione comunale dell'Aia incaricò la società di consulenza Boer & Croon di indagare sulla fattibilità della costruzione di un nuovo stadio in grado di sostituire il vecchio Zuiderpark Stadion.

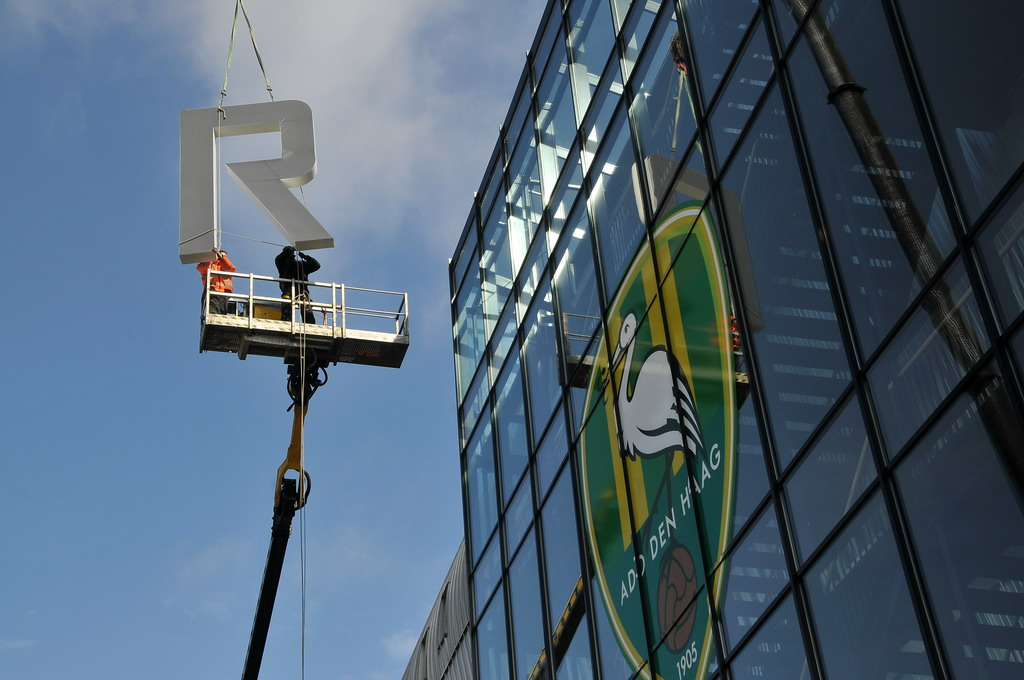
Installazione della scritta Kyocera, titolare dei diritti di denominazione dell'impianto fino al 2017

Il 14 febbraio 2002, il consiglio comunale decretò come sede definitiva dello stadio il Forepark, area a sud-est della capitale olandese, all'altezza del luogo al tempo chiamato Prins Clausplein e un anno esatto dopo la Stichting Stadion Ontwikkeling (Fondazione per lo Sviluppo dello Stadio) presentò la proposta di progetto che venne approvata dal consiglio comunale il 15 maggio 2003. Il costo dello stadio fu di 27 milioni di euro. L'iter burocratico andò avanti per due anni, con principali criticità relative all'aumentato traffico veicolare, poi risolte con l'approvazione valutazione di impatto ambientale e il 23 novembre 2005 iniziarono simbolicamente i lavori con la posa della prima pietra alla presenza dell'allora sindaco Wim Deetman, Robert Langenbach e John van Ringelenstein (allora rispettivamente direttore generale e presidente della società gialloverde), le due leggende del club Frans Adelaar e Lex Schoenmaker e l'allora capitano Tommie van der Leegte. Dal 14 gennaio 2006 iniziarono poi i lavori per le fondamenta con l'installazione di 682 pali. Lo stadio, grazie alla struttura snella e gli elementi in acciaio venne costruito in breve tempo: nel giugno dello stesso anno venne terminato il piano terra, dopo 37 settimane dall'inizio si procedette con le prime tribune e già a settembre si iniziò la semina del manto erboso. A inizio 2007 vennero completate le tribune e iniziarono i lavori di rifinitura dei locali interni, dell'illuminazione e vennero installate le sedute nei settori dell'impianto che andarono a formare attraverso la colorazione verde, gialla e bianca il logo del club. Lo stadio a fine primavera venne completato è venne ufficialmente inaugurato il 28 luglio 2007 con una partita inaugurale tra l'ADO Den Haag e una selezione amatoriale delle squadre dell'Haaglanden, il circondario della città terminata 5-0.
I tifosi proposero di intitolare lo stadio a Aad Mansveld, stella delle Cicogne precocemente scomparsa. Cercarono inoltre di rinominare diverse aziende Aad Mansveld in modo da far sponsorizzare, attraverso donazioni, l'impianto ma il club rifiutò le proposte preferendo la sponsorizzazione tradizionale considerata più remunerativa e già dall'apertura dell'impianto trovò l'accordo con l'azienda giapponese di elettronica Kyocera che intitolò lo stadio quindi Kyocera Stadion per dieci anni. Dal 2017 fino al 2022 il nome cambiò in Cars Jeans Stadion grazie alla sponsorizzazione di un'azienda di abbigliamento olandese e dal 2022 è conosciuto con l'attuale nome grazie all'accordo con l'azienda di scommesse belga Bingoal
Nel giugno del 2014 l'impianto ospitò il Mondiali di hockey su prato maschili e femminili, grazie alla sostituzione momentanea del campo di gioco con un campo da hockey in erba sintetica e alla costruzione di un impianto temporaneo da 5000 posti, denominato GreenFields Stadium, nei pressi dei parcheggi dello stadio.

## Lo stadio

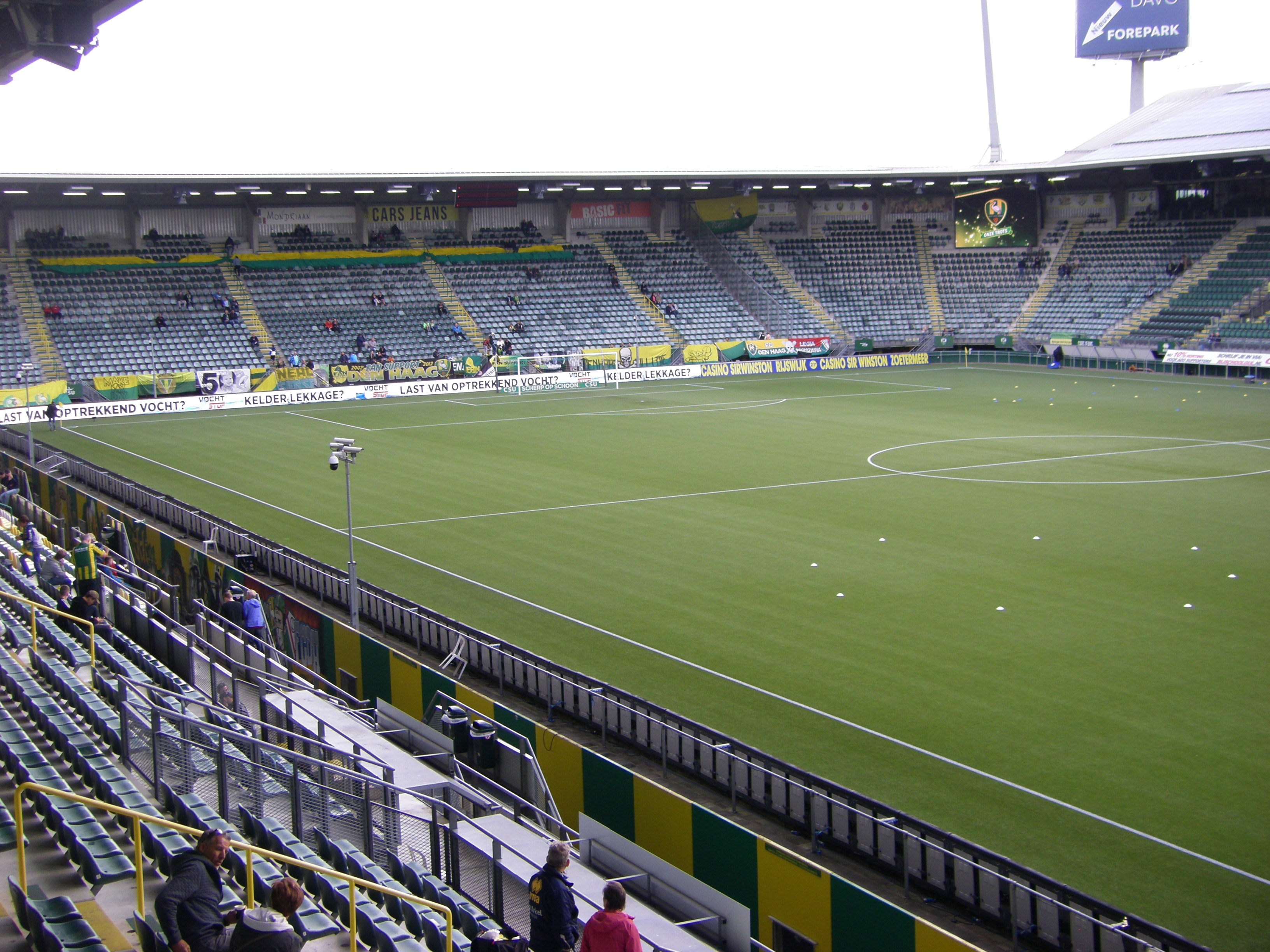
Interno dello stadio

La struttura è composta da una pianta rettangolare classica rivestita da alluminio lucidato sia all'esterno che all'interno. Ha una capienza di 15 000 spettatori, potenzialmente ampliabile fino a 30 000 con un restauro dell'area tra campo e tribune chiamata De Passage, ed è diviso in quattro settori: La tribuna principale chiamata Eretribune, la tribuna opposta chiamata Haaglanden Tribune, le due curve intitolate a Lex Schoenmaker e Aad Mansveld, il settore ospiti e i due angoli chiamati Forepark Corner e Zuiderpark Corner. L'illuminazione è fornita da quattro torri faro, una per ogni angolo, che ne caratterizzano anche il profilo architettonico. L'allora sindaco Deetman, al momento della progettazione, suggerì il non inserimento tra barriere tra spettatori e giocatori. La sicurezza dell'impianto poi venne garantita con un sistema di tornelli d'accesso definito Happy Crowd Control e all'installazione di oltre 100 telecamere.
Gli spazi interni presentano diversi locali adibiti a meeting ed eventi: l'Hernst Happel Lounge, intitolata all'allenatore austriaco che guidò la squadra della capitale olandese, può ospitare fino a 300 persone in un'area di 388 metri quadri, la ADO Den Haag Lounge, una sala da 240 metri quadri adibita a discoteca, la TOTO Lounge da 362 metri quadri, la Senate Kamer può ospitare piccoli meeting fino a 20 persone e possono essere celebrati i matrimoni e anche una brasserie, una lounge vista campo e una sala stampa, oltre ai locali spogliatoi.
All'esterno, sulla piazza Heldenplein, è presente una statua del simbolo del club Aad Mansveld al lato della tribuna a lui intitolata e il pavimento è decorato da speciali targhe in omaggio alle altre leggende della storia del club gialloverde.

## Collegamenti infrastrutturali

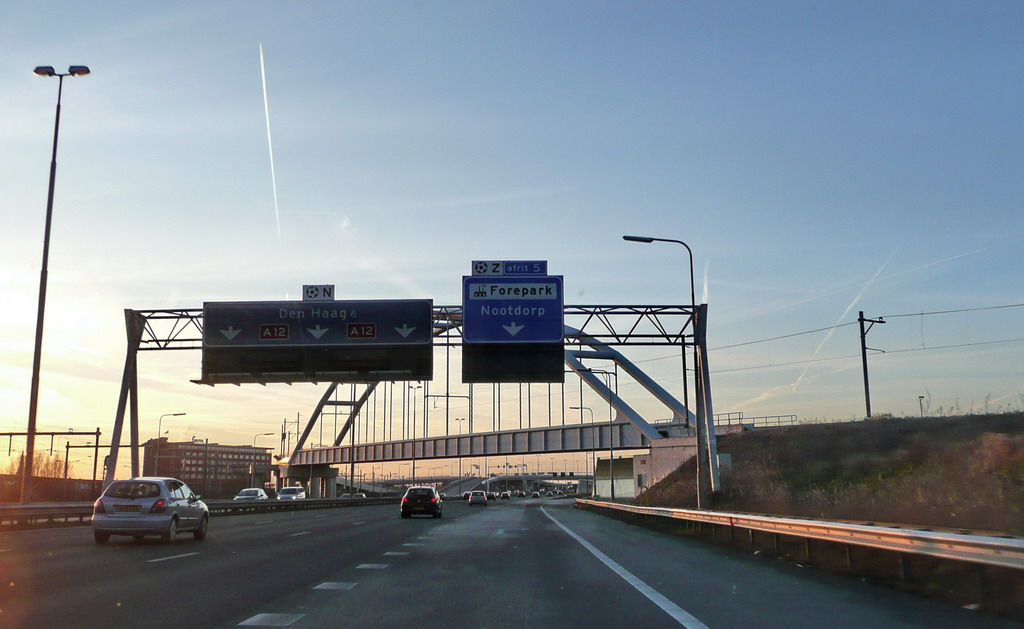
Autostrada A12 in corrispondenza dello svincolo per l'accesso all'area dello stadio

Lo stadio è ubicato al numero 55 di Haags Kwartier. "Haags Kwartier è la ridenominazone di Prins Clausplein, indirizzo originario al momento della costruzione, ed è traducibile con Quarto d'ora de L'Aja in onore, analogamente alla tradizione del Grande Torino, all'ultimo quarto d'ora di partita in cui i tifosi danno una carica ulteriore alla squadra.
L'area è facilmente raggiungibile tramite veicoli privati essendo situata in prossimità della congiunzione tra l'Autostrada A4 e l'A12. Tramite mezzi pubblici invece sono presenti a 12-13 minuti a piedi le fermate Forepark delle linee tramviarie 3 e 4 della RandstadRail e la Stazione di Den Haag Ypenburg dove fermano i treni della Nederlandse Spoorwegen, il tram della linea 19 della HTM e il bus 30 della Veolia.